# Halowe Mistrzostwa Europy w Lekkoatletyce 1988 – skok wzwyż mężczyzn
Skok wzwyż mężczyzn – jedna z konkurencji rozgrywanych podczas halowych lekkoatletycznych mistrzostw Europy w  hali Sport Csárnok w Budapeszcie. Rozegrano od razu finał 5 marca 1988. Zwyciężył reprezentant Szwecji Patrik Sjöberg, który tym samym obronił tytuł zdobyty na poprzednich mistrzostwach. Poprawił swój rekord mistrzostw uzyskując wynik 2,39 m.

## Rezultaty

### Finał
Opracowano na podstawie materiału źródłowego.
| Miejsce | Zawodnik           | Wynik | Uwagi |
| ------- | ------------------ | ----- | ----- |
| 1       | Patrik Sjöberg     | 2,39  | CR    |
| 2       | Dietmar Mögenburg  | 2,37  |       |
| 3       | Sorin Matei        | 2,36  |       |
| 4       | Fabrizio Borellini | 2,30  |       |
| 5       | Róbert Ruffíni     | 2,27  |       |
| 6       | Georgi Dykow       | 2,27  |       |
| 7       | Daniele Pagani     | 2,27  |       |
| 8       | Gyula Németh       | 2,24  |       |
| 8       | Carlo Thränhardt   | 2,24  |       |
| 10      | Håkon Särnblom     | 2,24  |       |
| 11      | Dalton Grant       | 2,24  |       |
| 12      | Hrvoje Fižuleto    | 2,24  |       |
| 13      | Gerd Nagel         | 2,20  |       |
| 14      | Murat Ayaydın      | 2,15  |       |